# Дёмин, Владимир Григорьевич
Влади́мир Григо́рьевич Дёмин (6 августа 1929 года, деревня Агафониха (ныне не существует) Легостаевского района Hовосибирской области − 16 сентября 1996 года, Москва) — советский и российский астроном, механик.

## Биография
Учился на механико-математическом факультете МГУ с 1946 по 1951 г., затем — в аспирантуре ГАИШ на кафедре небесной механики и гравиметрии, работал в УДН им. П. Лумумбы. С 1965 года на механико-математическом факультете МГУ на кафедре теоретической механики.
В 1961 защитил кандидатскую диссертацию на тему «Новые классы периодических решений ограниченной круговой задачи трёх тел», в 1969 — докторскую, тема диссертации «Движение искусственного спутника в нецентральном поле тяготения».

## Семья
Есть двое сыновей — Максим и Александр.

## Научные интересы
Аналитическая и небесная механика, теория промежуточных орбит искусственных спутников Земли, теория возмущений интегрируемых гамильтоновых систем, теория периодических решений Пуанкаре (метод малого параметра), методы Пуанкаре-Адамара качественного исследования орбит, второй метод Ляпунова и метод Четаева, приложения теории Колмогорова-Арнольда-Мозера.
В 1971 получил Государственную премию (совместно с Е. П. Аксёновым, Е. А. Гребениковым, Г. Н. Дубошиным и М. Д. Кисликом) «за цикл работ 1958—1968 гг. по современным проблемам и методам небесной механики».
В. Г. Дёмин — один из инициаторов создания Академии космонавтики им. К. Э. Циолковского, в которой его избрали академиком-секретарём.
Член Международного астрономического союза.
Умер в 1996 году. Похоронен на Хованском кладбище.

## Научные труды
Список трудов В. Г. Дёмина содержит более ста двадцати названий. Особое место в нём занимает несколько монографий, учебников, научно-популярных книг, в том числе монография
- «Движение искусственного спутника в нецентральном поле тяготения» (М.:Наука, 1968).

Она вышла в серии «Механика космического полёта» и включила в себя большинство наиболее важных результатов, полученных В. Г. Дёминым к моменту её написания. Ядро книги — обобщённая задача двух неподвижных центров, материал, ставший современной классикой, за который В. Г. Дёмин с соавторами вскоре после выхода книги в свет получит Государственную премию. Речь идёт о задаче двух «мнимых» неподвижных центров — задаче о движении точки в гравитационном поле двух неподвижных комплексно-сопряжённых масс, имеющих комплексно-сопряжённую пару одноимённых координат. Задача может служить хорошим приближением для задачи о движении в поле произвольной сжатой планеты.
- Гребеников Е. А., Абалакин В. К., Аксёнов Е. П., Дёмин В. Г., Рябов Ю. А. Справочное руководство по небесной механике и астродинамике. М.: Наука, 1971, 600с.
- Гребеников Е. А., Абалакин В. К., Аксёнов Е. П., Дёмин В. Г., Рябов Ю. А. Справочное руководство по небесной механике и астродинамике. Изд. II, дополн. и переработ. М.: Наука, 1976, 850с.

Научно-популярные книги
Написанная совместно с Е. А. Гребениковым брошюра
- «Межпланетные полёты» (М., «Наука», 1965) — это очень доступное введение в динамику космического полёта.

Самой известной научно-популярной работой Владимира Григорьевича является выдержавшая не одно издание и переведённая на несколько языков книга
- «Судьба Солнечной системы» (М.:Наука, 1969 г.,1975 г.; на японском языке — 1971 г.; на польском — 1972 г.; на молдавском — 1976 г.), изложившая существовавшее на момент написания книги представление науки о происхождении, основных законах развития и перспективах эволюции Солнечной системы. Книга, уникальная по подбору материала, способна удовлетворить читателей самых разных уровней квалификации.

Учебные пособия
В. Г. Дёмин участвовал в написании нескольких учебников и учебных пособий:
- «Астрономия» (в соаторстве, М.: Просвещение. 1983; Мир. 1986 на французском языке),
- «Математический анализ» (в соавторстве, 1965),
- "Сборник задач по небесной механике и космодинамике (в соавторстве, М.: Наука.1972).

## Участие в подготовке научно-педагогических кадров
Подготовил свыше 110 кандидатов наук — в России, на Украине, в Молдавии, Грузии, Армении, Азербайджане, Казахстане, Узбекистане, в Германии, Греции, Египте, Израиле, Кувейте, Индии, Китае, Вьетнаме.